# 요리시마정
요리시마정(寄島町)은 오카야마현 아사쿠치시의 지명이다, 우편번호는 714-0101(가모카타 우체국 관구). 2010년 10월 1일 기준으로 세대수는 2,016세대, 인구는 5,931명이다. 
과거 오카야마 현 남서부에 위치한 자치체로 2006년 3월 21일 아사쿠치군 가모카타정·곤도정과의 합병으로 아사쿠치시가 되었고, 동사무소는 아사쿠치 시청 요리시마 종합지소가 되었다.

## 지리
땅의 대부분이 산림이다.남부는 세토 내해에 접하고 지명의 유래가 된 요리시마와의 사이가 간척되어 있다. 간척지는 원래 현영 농업 간척으로 준공되었으나 이후 다목적 이용으로 변경되어 상공업이나 교육·스포츠 등의 용도로 이용 가능해졌다.

## 연혁
- 1889년 - 정촌제 시행에 수반해 요리시마촌이 성립하였다.
- 1901년 2월 - 정으로 승격해 요리시마정이 되었다.
- 1955년 4월 1일 - 야사쿠치군 오시마촌을 편입하였다.
- 2006년 3월 21일 아사쿠치군 가모카타정·곤도정과 합병으로 야사쿠치시 요리시마정이 되었다.

## 행정
- 오카나베 마사쓰구 (2004년 11월 26일 취임 1기[통산 3기]))